# Mollicutes
A Mollicutes a baktériumok egy osztálya, amit a sejtfal hiánya jellemez. A név a latin mollis (puha, hajlítható) és a cutis (bőr) szavakból ered. Az állati vagy növényi gazdaszervezet sejtjeiben élő parazita életformák. Igen aprók, tipikusan 0,2-0,3 μm-esek, genomjuk is nagyon kicsi. Alakjuk változatos, bár legtöbbjük tartalmaz szterolokat a sejthártya kissé merevebbé tételére. Legtöbbjük csúszó-sikló helyváltoztató mozgásra képes, bár a Spiroplasma nemzetség tagjai spirálisak, és csavarodással mozognak. Legismertebb nemzetségük a Mycoplasma.
A Mollicutes számos faja a légzőrendszer vagy a húgyutak sejtjeiben megbúvó emberi patogén, különösen a Mycoplasma és Ureaplasma fajai.
A Phytoplasma és a Spiroplasma rovarok által terjesztett növénypatogének.
Korábban mikoplazmának (mycoplasma) nevezték a Mollicutes osztályba tartozó összes fajt, de mára csak a Mycoplasma nemzetséget nevezik így.

## Eredete
A mikoplazmák genomjának vizsgálata alátámasztja azt a hipotézist, hogy Gram-pozitív baktériumokból fejlődtek ki reduktív evolúció útján. Parazita életmódjuk során a szükséges tápanyagokat a gazdaszervezetből vették fel, így genetikai állományuk jelentős részétől megszabadulhattak. Számos asszimilációt szabályozó génjüket elveszítve a legkisebb, önállóan reprodukálódni képes szervezetekké váltak. A Mycoplasma genitalium genomja, 580 000 bázispárjával különösen apró, de a fitoplazmák egy részének is nagyon kicsi a genomja. A legkisebb genommal rendelkező nemzetségeket filogenetikailag a „legújabb” Mollicutes-ek közé sorolják.
Parazita életmódjuk fenntartásához a mollicutesek bonyolult mechanizmusokat fejlesztettek ki a gazdaszervezet kolonizálására és immunrendszerének kikerülésére.

## Rendszerezésének története
A Mollicutes besorolása mindig nehéz kérdés volt. Az egyedek apró méretűek, paraziták révén pedig csak speciális táptalajon tarthatók életben. Egészen a közelmúltig sok fajt egyáltalán nem sikerült elkülöníteni. A kezdetekben az sem volt világos, hogy egyáltalán gombákról, vírusokról vagy baktériumokról van-e szó. Az L-forma baktériumokhoz való hasonlóságuk szintén megtévesztő.
Kezdetben a teljes Mollicutes osztály mikoplazmáknak, vagy PPLO-nak (PleuroPneumonia-Like Organism") mevezték. A Mycoplasma-fajokon kívül más Mollicutes-taxonokat nem is ismertek.
Az első sikeresen izolált Mycoplasma/Mollicutes a Mycoplasma mycoides volt. Ezt Nocard-nak és Roux-nak sikerült szaporítani 1898-ban.
1956-ban D.G. Edward és E.A. Freundt tették az első javaslatot a PPLO-k osztályozására és elnevezésére. Ekkor még nem volt ismert előttük, hogy vajon az eukariótákhoz vagy az prokarióta baktériumokhoz (ekkor még Schizomycetes néven voltak ismertek). A PPLO-k/Mycoplasmák típusfajaként Edward és Freundt a szarvasmarhák tüdőlobját okozó Mycoplasma mycoides-t javasolta, és PPLO-nak (pleuropneumonia-szerű szervezeteknek) nevezték őket. Korábban a Mycoplasma mycoides-t Asterococcus mycoides néven írták le, de ez a név később érvénytelennek bizonyult. 1956-ban kiadott publikációjuk 15 Mycoplasma-fajt említ.
1967-ben a mikoplazmák rendszertanával foglalkozó albizottság (Subcommittee on Taxonomy of the Mycoplasmata) a Mycoplasmatales rendet tartalmazó Mollicutes osztály felállítására tett javaslatot.
Mára a Mycoplasma nevet kizárólag a Mycoplasma nemzetségre vonatkoztatva ajánlott használni, nem bármelyik mollicutes köznapi neveként. A szakirodalomban az általánosabb használat is elterjedt, ezért figyelemmel kell lenni arra, mire gondolt a szerző.

### A prokarióták országának hármas felosztása
Hagyományosan a baktériumok osztályozása morfológiai hasonlóságokon és eltéréseken alapult.
1962-ben R. G. E. Murray a baktériumok országát (ma domén) 3 törzsre kívánta osztani sejtfaluk jelenléte és típusa alapján:
1. Gram-negatív Gracilicutes vékony sejtfallal és kevés peptidoglikánnal;
2. Gram-pozitív Firmacutes vastagabb sejtfallal és több peptidoglikánnal (a nevet később Firmicutesre változtatták) és
3. Mollicutes sejtfal nélkül.[8]

## Modern rendszertanuk
A Mollicutes jelenlegi taxonómiájának alapjai: 1. molekuláris genetikai vizsgálatok, különösen a 16S riboszomális RNS tekintetében; 2: szerológia (ellenszérumra adott reakciók) és 3: fenotípus (morfológia és a környezettel szemben támasztott igényeik).
A fajok osztályozásának és elnevezésének egyedi szabályait az International Committee on Systematics of Prokaryotes (ICSP) Subcommittee on the Taxonomy of Mollicutes (korábban International Committee on Systematic Bacteriology (ICSB) Subcommittee on taxonomy of Mycoplasmatales) nevű bizottság írja elő.

### A hagyományos és a filogenetikus rendszertan különbségei
Az élőlények osztályozása történhet alaktani eltérések alapján (ahogy az eredeti linnéi taxonómiában történt) vagy leszármazás alapján (kladisztika). A baktériumok rendszertanában (is) a leszármazásalapú osztályozás a követendő út.
Bár a Mollicutes csoport fenotípusosan (nincs sejtfala, ezért nem hat rá a penicillin-kezelés, nem Gram-pozitív) határozottan elkülöníthető a Gram-pozitív, sejtfallal rendelkező baktériumoktól, ez önmagában nem mond semmit a leszármazási fában elfoglalt helyükről. Az evolúció egyes megoldásai, mint a sejtfal nélküliség, az idők folyamán többször is megjelenhetnek és eltűnhetnek, akár egy leszármazási vonalon belül is. Például a rendszertanilag távol eső Thermoplasma sejtfala is hiányzik. Épp ezért, a sejtfal hiánya nem tekinthető a Mollicutes-hez való tartozás definitív kellékének, illetve nem használható annak eldöntésére, hogy egy faj korábban vagy később jött létre az evolúció folyamán.

### A Mollicutes törzsbe sorolása
Nincs teljes egyetértés annak terén, hogy a Mollicutes osztályt milyen törzsbe kellene sorolni. Egyes rendszertanok a Firmicutes, mások a Tenericutes törzsbe helyezik. Ennek azonban nagy jelentősége nincsen a Mollicutesen belüli leszármazási fák megállapításakor.
A molekuláris filogenetikai eredmények nem egyértelműek. A rendelkezésre álló adatok elégtelensége mellett a használt módszerek tökéletlensége sem teszi lehetővé az evolúciós fejlődésmenet pontosabb meghatározását. Az eredmények részben a választott molekuláris markertől – rRNS, megnyújtási faktor vagy más fehérje – függnek.
A kladisztikai analízisek eredménye függ a választott számítási algoritmusokban – maximum parszimónia, maximum likelihood módszer – rejlő előfeltételezésektől is. Ez valamennyire önkényessé teszi használatukat.
Ezt illusztrálja, hogy a Bergey’s Manual of Systematic Bacteriology korai kiadásában a Mollicutes a Firmicutes törzsön belüli osztály, míg a bejelentett második kiadás 3. kötetében külön törzsbe, a Tenericutes-be helyezik őket. A változtatást „egyedi fenotípusos jellegzetességeik, így a merev sejtfal hiánya, valamint az alternatív markerek általi alacsony támogatottság” indokolta.
A Tenericutes törzset 1984-ben R.G.E. Murray érvényesen publikálta.
Woese és mások szerint a Mollicutes talán baktériumok különböző leszármazási ágaiból eredeztethető. Úgy vélték, a Mollicutes filogenetikailag nem koherens csoport és így nem alkotnak magasabb szintű taxont. Ehelyett a Firmucutes törzsön belül a Gram-pozitív baktériumok közé sorolandók.
A foszfoglicerát-kináz (Pgk) aminosav-szekvenciáin alapuló törzsfák a Mollicutes-nek a Firmicutes-en belüli monofiletikus eredetére utalnak.
A Taxonomic Outline of Bacteria and Archaea (TOBA Release 7.7) 2007 márciusában a Mollicutes-t a Firmicutes törzsön belüli osztályként írja le.

## Fordítás
- Ez a szócikk részben vagy egészben a Mollicutes című angol Wikipédia-szócikk ezen változatának fordításán alapul.  Az eredeti cikk szerkesztőit annak laptörténete sorolja fel. Ez a jelzés csupán a megfogalmazás eredetét és a szerzői jogokat jelzi, nem szolgál a cikkben szereplő információk forrásmegjelöléseként.